# وجه آخر للحب (فلم)

## روابط خارجية
- مقالات تستعمل روابط فنية بلا صلة مع ويكي بيانات

## تمثيل
- منى واصف
- اغراء
- يوسف حنا
- هاني الروماني
- أديب قدورة
- نجاح حفيظ
- أسامة الروماني
- نبيلة النابلسي

 T. S. W
1. ↑  وجه آخر للحب (فلم) في قاعدة بيانات الأفلام العربية